# Ланин, Фёдор Андреевич
Фёдор Андреевич Ланин (1800—1876) — русский купец и предприниматель, почетный гражданин города Смоленска (1874).

## Биография
Родился в 1800 году в Калужской губернии, происходил из мещанского сословия.
Переехал в Смоленск в 1828 году.
Свою деятельность начал в качестве приказчика у смоленского купца П. Бекина. В 1843 году, будучи купцом 3-й гильдии, основал собственный торговый дом в Смоленске. В 1863 году состоял в Смоленском купеческом обществе купцом 2-й гильдии и был к этому времени владельцем восьми торговых заведений. В 1872 году Ланин совместно с купцом Пестриковым основал «Городской банк Пестрикова и Ланина».
Ланин занимался и общественной деятельностью: в 1845—1846 годах был словесным судьей, в 1847—1849 годах – торговым депутатом при смоленском городском магистрате. Также был благотворителем: являлся одним из основателей Вольного пожарного общества в Смоленске, на свои средства построил и оборудовал городскую богадельню, провел ремонт Ниже-Никольской церкви. Ланин жертвовал значительные суммы на благоустройство города, им был основан фонд помощи невестам-бесприданницам, являлся членом Попечительства детских приютов. Когда в 1868 году при Ниже-Никольской церкви образовалось церковное попечительство, Фёдор Андреевич был избран его председателем. За благотворительные заслуги в 1874 году по решению смоленской Городской думы он стал Почетным гражданином Смоленска.

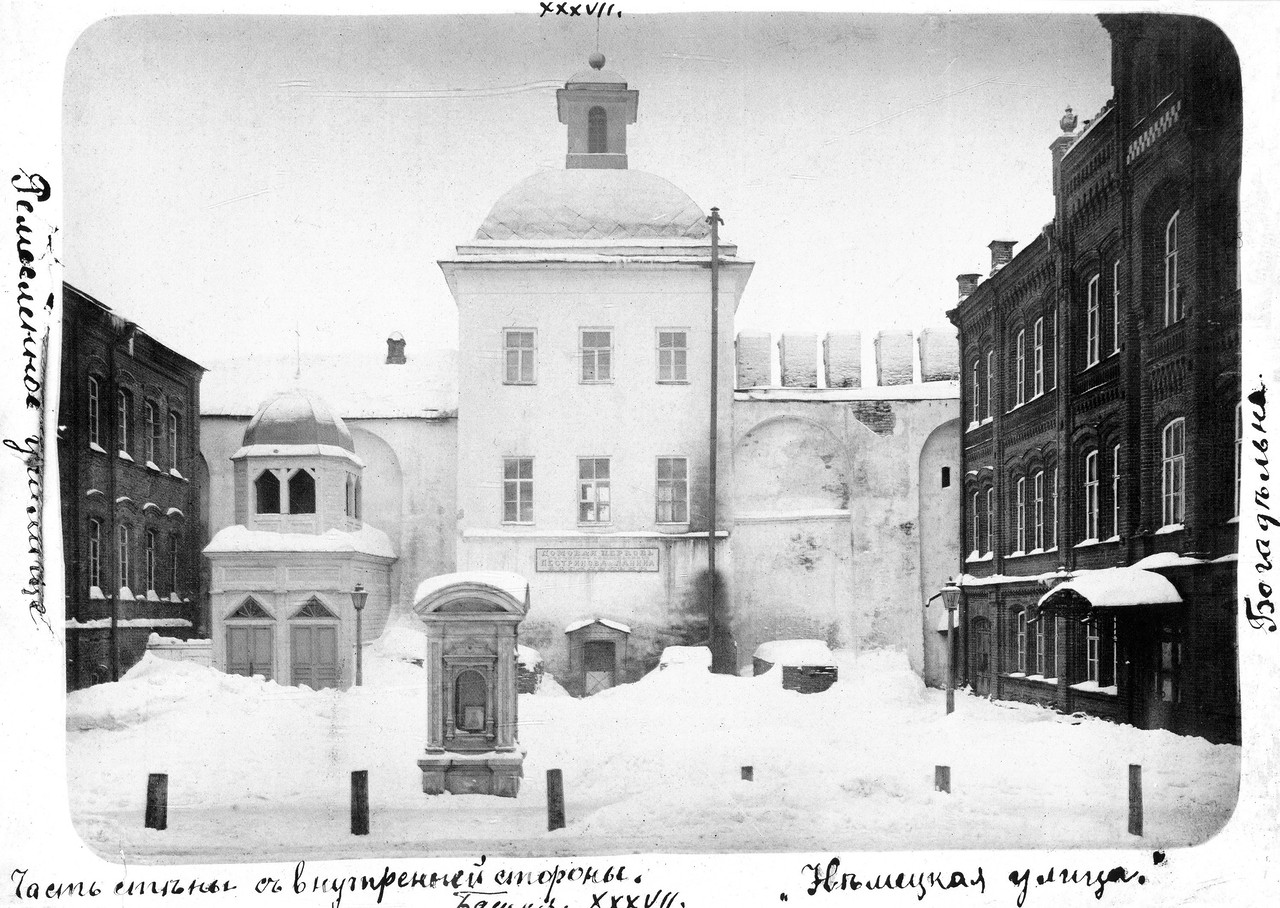
Домовая церковь богадельни

Богадельня, построенная на деньги Ланина и Пестрикова, была открыта в 1875 году «для призрения не имеющих средств к существованию престарелых, увечных и неизлечимо больных обывателей обоего пола без различия сословий». Построенная рядом еще в 1816 году церковь, освящённая во имя Св. Николая-чудотворца, в 1865 году была переосвящена во имя Св. Тихона Задонского, а в 1881 году превращена в домовую церковь при Смоленской городской Пестрикова и Ланина богадельне. Была закрыта в 1917 году после Октябрьской революции.
Умер 9 декабря 1876 года. Продолжателем дела Ф. А. Ланина стал его сын Пётр.
Федор Андреевич был награжден серебряной медалью на Станиславской ленте (1862) и серебряной медалью на Анненской ленте (1867).